# La Vraie Fin de la guerre
Pour plus de détails, voir Fiche technique et Distribution.
La Vraie Fin de la guerre (Prawdziwy koniec wielkiej wojny) est un film polonais réalisé par Jerzy Kawalerowicz, sorti en 1957.

## Fiche technique
- Titre original : Prawdziwy koniec wielkiej wojny
- Titre français : La Vraie Fin de la guerre
- Réalisation : Jerzy Kawalerowicz
- Scénario : Jerzy Kawalerowicz et Jerzy Zawieyski
- Costumes : Lidia Grysiówna
- Photographie : Jerzy Lipman
- Montage : Wieslawa Otocka et Zenon Piórecki
- Musique : Adam Walacinski
- Pays de production : Pologne
- Format : Noir et blanc - 35 mm - 1,37:1 - Mono
- Genre : drame
- Durée : 89 minutes
- Date de sortie : 1957

## Distribution
- Lucyna Winnicka : Róza Zborska
- Janina Sokołowska : Józia
- Roland Głowacki : Juliusz Zborski
- Andrzej Szalawski : le professeur Stegien
- Olga Bielska : Irena
- Helena Dąbrowska : la fleuriste
- Janina Jabłonowska : la femme du psychiatre
- Kazimierz Dębowski : le psychiatre Ludwik
- Edward Gliński : le concierge Szymek